# 宗科乡
宗科乡，是中华人民共和国四川省阿坝藏族羌族自治州壤塘县下辖的一个乡镇级行政单位。

## 行政区划
宗科乡下辖以下地区：
加斯满村、伊冬村和卧龙村。